# فيصل الشعلان (لاعب كرة قدم)
فيصل محمد عبد الله الشعلان (مواليد 1967-) حارس مرمى كرة قدم كويتي سابق، لعب في نادي القادسية الكويتي ومنتخب الكويت الوطني بين أعوام 1982 و 1999.

## مسيرته الرياضية
إنضم الي نادي نادي القادسية الكويتي في عام 1982 وحقق معه الكثير من الألقاب، وكانت أفضل البطولات التي لعبها كانت ببطولة كأس الأمير سنة 1989، وقد كان حارس مرمى منتخب الكويت لكرة القدم وتدرج في النادي والمنتخب الاولمبي والشباب والوطني في مراحله المختلفة (أشبال- ناشئين - شباب وأخيراً المنتخب الأول منذ 1990 إلى 1996، ثم اعتزل كرة القدم في موسم 1998 - 1999.

## إنجازاته مع النادي
- الدوري الكويتي : 1992/1991.
- كأس الأمير  : 1989/1990.[2]
- كأس ولي العهد  : 1997/1998.
- كأس اليوبيل الفضي مرة واحدة : 1989/1990.

## اعتزاله
بعد اعتزاله كرة القدم تفرغ إلى عمله في وظيفته في شركة الخطوط الجوية الكويتية حتى أن أصبح رئيس نقابتها، ثم إنتقل إلى المجال الإداري والتدريبي في نادي القادسية الكويتي ومن ثم إداري عضوا في لجنة الاستئناف في الاتحاد الكويتي لكرة القدم.